# King Payne
Pour les articles homonymes, voir Payne.
King Payne ou plus simplement Payne (mort le 28 septembre 1812) est un chef séminole, fils du chef Cowkeeper, frère aîné du chef Bolek et grand-père ou oncle du chef Micanopy,. Son nom apparaît pour la première fois dans les années 1780, lorsqu'avec son père Cowkeeper, ils installent la tribu dans le nord de la Floride, un lieu qui porte alors le nom d'« Alachua Prairie » et qui plus tard prendra son nom (Payne's Prairie). Les Séminoles de sa tribu seront d'ailleurs nommés les Alachuas. 
À la mort de son père, dans l'intention d'impressionner les Blancs, il ajouta le titre de King (« roi » en anglais) à son nom. Les esclaves en fuite, des plantations de Géorgie, avaient pris l'habitude de se réfugier en Floride, qui était alors espagnole. Les fugitifs étaient très souvent accueillis au sein des tribus séminoles. Pour que cela cesse, le gouverneur de Géorgie David B. Mitchell, donna l'ordre au colonel Daniel Newnan de trouver et de détruire les villages et les plantations des Séminoles Alachuas, ainsi que de tuer tous les Amérindiens qu'il ne pourra faire prisonniers. Le 24 septembre 1812, les 117 hommes de Newman attaquent le village de King Payne. Le combat dure quelques jours et la troupe de Newman doit battre en retraite, mais King Payne a été blessé et meurt quelques jours après.

## Sources
- (en) Lars Andersen, Paynes Prairie : a history of the great savanna, Sarasota, Pineapple Press, 2001, 156 p. (ISBN 978-1-56164-225-0, OCLC 45172766).
- (en) John Reed Swanton, Early history of the Creek Indians and their neighbors, Washington, G.P.O., 1922, 492 p. (OCLC 18032096).
- (en) Dan L. Thrapp, « Payne, King », dans Encyclopedia of frontier biography, vol. III P-Z, Lincoln, University of Nebraska Press, 1991 (1re éd. 1988) (ISBN 978-0-8032-9420-2, OCLC 633835816, lire en ligne), p. 1123-1124.